# کلسیم نیترید
کلسیم نیترید (به انگلیسی: Calcium nitride) یک ترکیب شیمیایی با شناسه پاب‌کم ۳۳۸۷۰۸۰ است. شکل ظاهری این ترکیب، بلورهای جامد قرمز-قهوه‌ای است.